# Віковічна шовковиця
Віковічна шовковиця — втрачений природоохоронний об'єкт у Дніпропетровській області. 
Вперше цей об'єкт згадується у рішенні виконкому Дніпропетровської обласної Ради депутатів трудящих від 28 листопада 1974 року № 687 «Про створення державних заказників і поліпшення заповідної справи в області», додаток 2, пункт 8. Там об'єкт оголошується пам'яткою природи місцевого значення. Як місце розташування вказано: «м. Дніпропетровськ, вул. Комсомольська, на подвір'ї будинку №63». Зараз цій адресі відповідає вул. Старокозацька у Дніпрі, там знаходиться Дніпровський військовий шпиталь. Опис при створенні: «Стара шовковиця, віком 120-150 років, з добре розвиненою кроною, окружністю стовбура 266 см. Має естетичне та наукове значення».
17 грудня 1990 року виконком Дніпропетровської обласної Ради народних депутатів ухвалив рішення № 469 «Про мережу територій та об'єктів природно-заповідного фонду області», в якому, у додатку 7 пункт 5 затвердив виключення Віковічної шовковиці зі складу об'єктів ПЗФ області, в зв'язку з тим, що вона «не відповідає типовому положенню про пам'ятки природи». При цьому вказано, що об'єкт мав статус Державної ботанічної пам'ятки природи місцевого значення. Всі інші вказані у документі дані, підтверджують попередні.